# جيرانو كيرك
جيرانو كيرك (بالهولندية: Gyrano Kerk) (2 ديسمبر 1995 بأمستردام في هولندا - ) هو لاعب كرة قدم هولندي في مركز الهجوم. لعب مع نادي أوترخت وهيلموند سبورت وAVV Zeeburgia ‏.

## روابط خارجية
- جيرانو كيرك على موقع قاعدة بيانات كرة القدم.إي يو (الإنجليزية)
- جيرانو كيرك على موقع Soccerway.com (الإنجليزية)
- جيرانو كيرك على موقع عالم كرة القدم.نت (الإنجليزية)